# Anse à Saint
Pour les articles homonymes, voir Saint (homonymie).
Anse à Saint est une baie de Guadeloupe entre Le Gosier et Sainte-Anne.
Elle se situe à l'est de la pointe Lariette. 
La zone qui comprend un important marais mêlé de mangrove, est classée au Conservatoire du littoral depuis 2003.

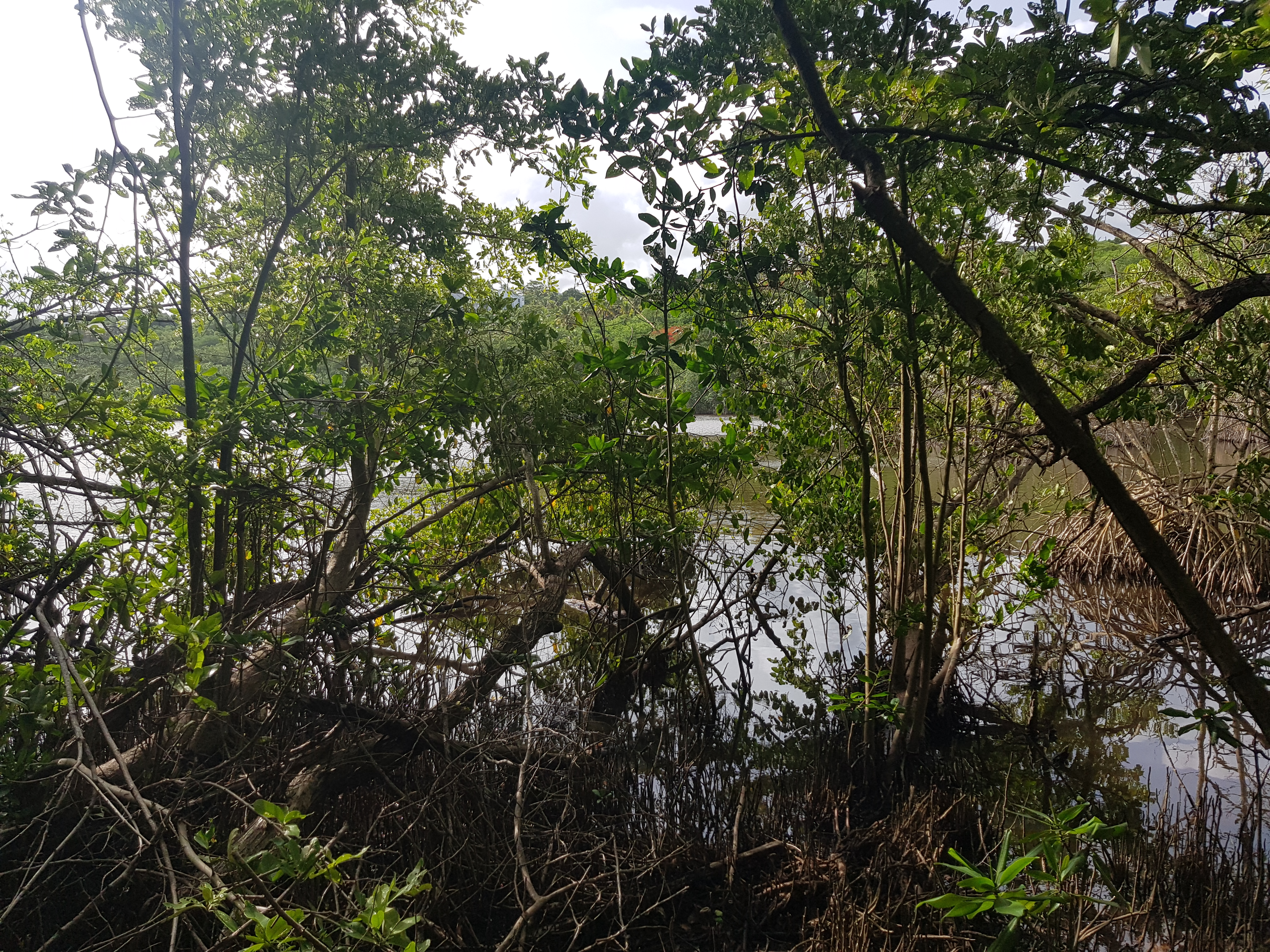
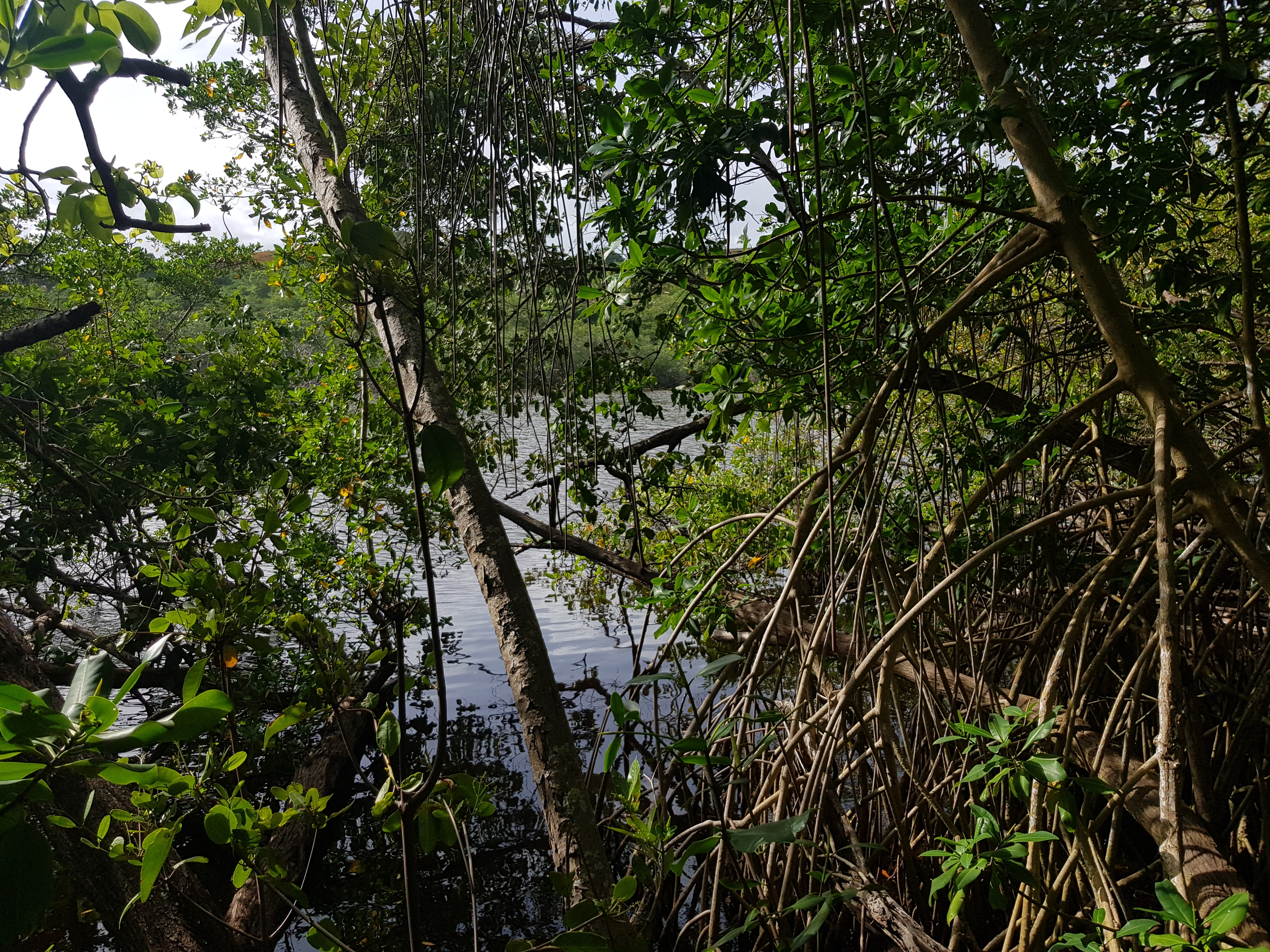
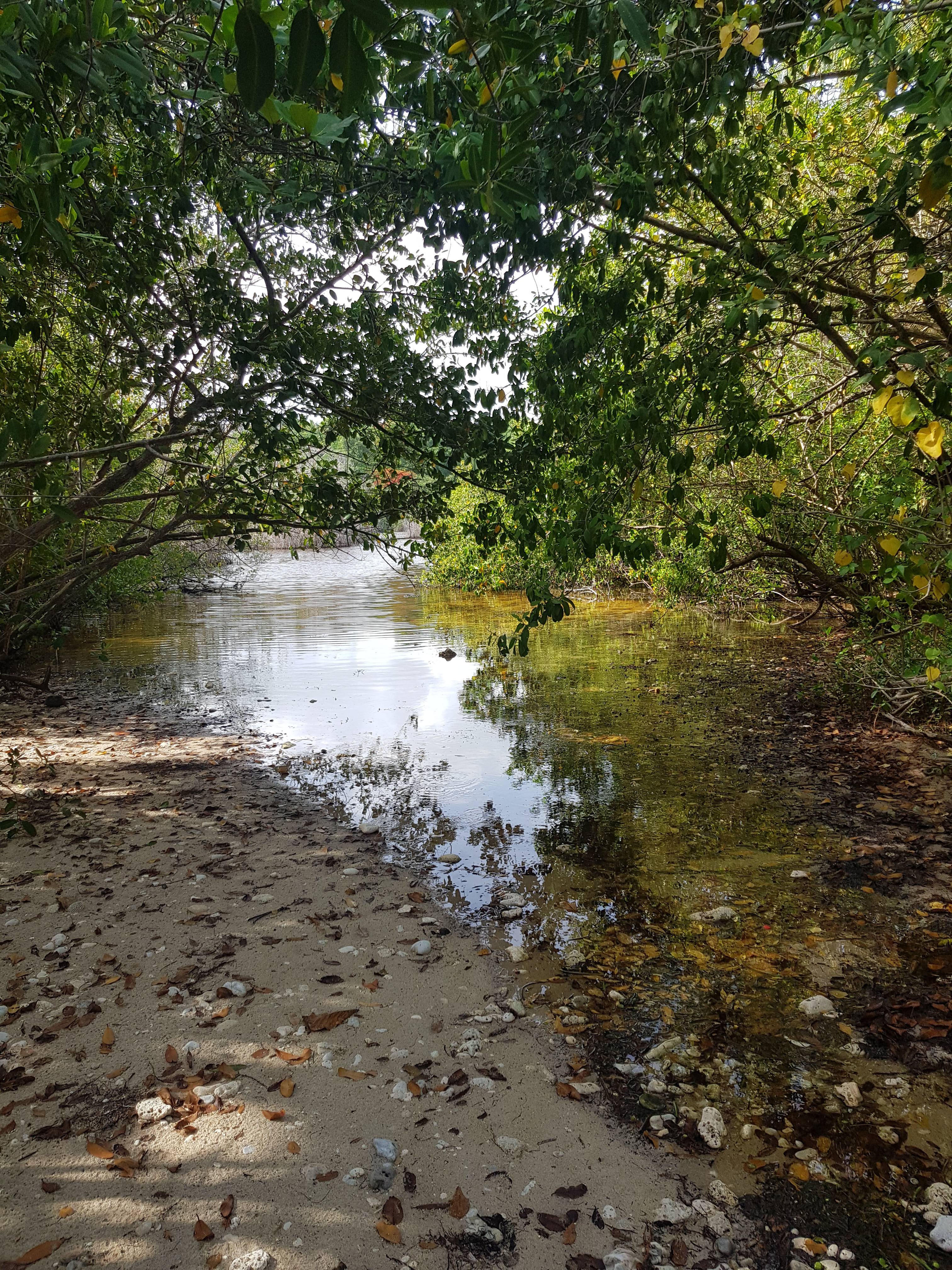
Passage à gué de l'anse à Saint.
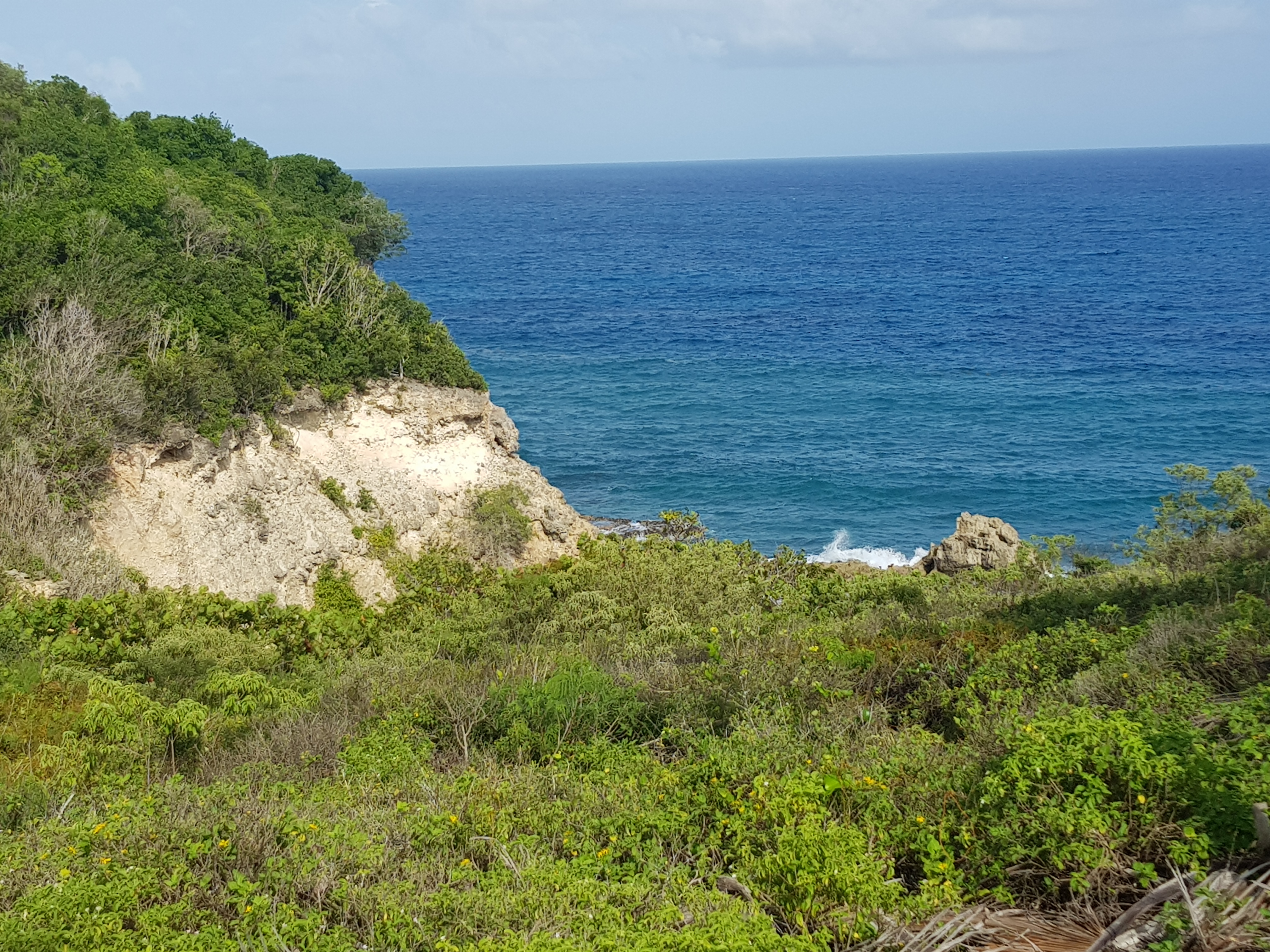
Échancrure du littoral entre Le Gosier et Sainte-Anne, à l'anse à Saint.